# Hans Liefrinck
Hans Liefrinck, född troligen 1518 i Augsburg, död 1573 i Antwerpen, var en sydnederländsk kopparstickare, formskärare och förläggare.
Han var gift med Catharina Cordier och far till Hans Liefrink. Liefrinck blev medlem i Antwerpens Lucasgille 1538 och fick 1546 privilegium som kopparstickare, formskärare och tryckare. Han utsåg till ålderman i gillet 1558. Man vet med säkerhet att de blad som är försedda med hans förläggaradress är stuckna av honom själv. Han utgav från 1562 en serie med regentporträtt där han har utfört ett helfigursporträtt av Erik XIV, bilden är troligen utförd efter en förlaga av Willem Boy. Liefrinck är representerad med tryck vid Rijksmuseum i Amsterdam.